# FM Express
FM Express é uma web rádio brasileira sediada em Porto Alegre, capital do estado do Rio Grande do Sul. Operou no dial FM, na frequência 104.9 MHz, concessionada em Barra do Ribeiro entre 2018 e 2019, e pertence à Rede Pampa de Comunicação. Seus estúdios estavam localizados na sede do grupo em Santa Tereza, e seus transmissores estavam localizados no bairro Serrinha, em Barra do Ribeiro.

## História
A FM Express surgiu inicialmente como uma web rádio de música pop nacional e internacional, sendo voltada ao público jovem. Sua programação podia ser ouvida pelo site da emissora e também via aplicativos móveis, tal como suas co-irmãs FM Premium e Rádio Princesa.
Em 29 de junho de 2018, a Rede Pampa de Comunicação optou por lançar a emissora no dial de Porto Alegre, através dos 104.9 MHz então ocupados pela Rádio Liberdade, que passaria novamente a transmitir apenas no dial AM, em 970 kHz. A partir das 6 da manhã do dia 2 de julho, a FM Express estreou na frequência, contando em sua programação com comunicadores oriundos da Rádio Eldorado, como João Guilherme, Murica e André Roberto.

### Fim da operação no dial FM
Em 2 de julho de 2019, a emissora volta exclusivamente na web depois da 104,9 ser ocupada pela Rádio Eldorado, do mesmo grupo, operando de forma simultânea com a AM 1020 kHz.

## Comunicadores
- André Roberto
- João Guilherme
- Murica